# Iglesia de Santa María Magdalena (Olivenza)
La Iglesia de Santa María Magdalena es un templo católico situado en Olivenza (Provincia de Badajoz, España). Es un ejemplo de la belleza y esplendor del estilo manuelino.

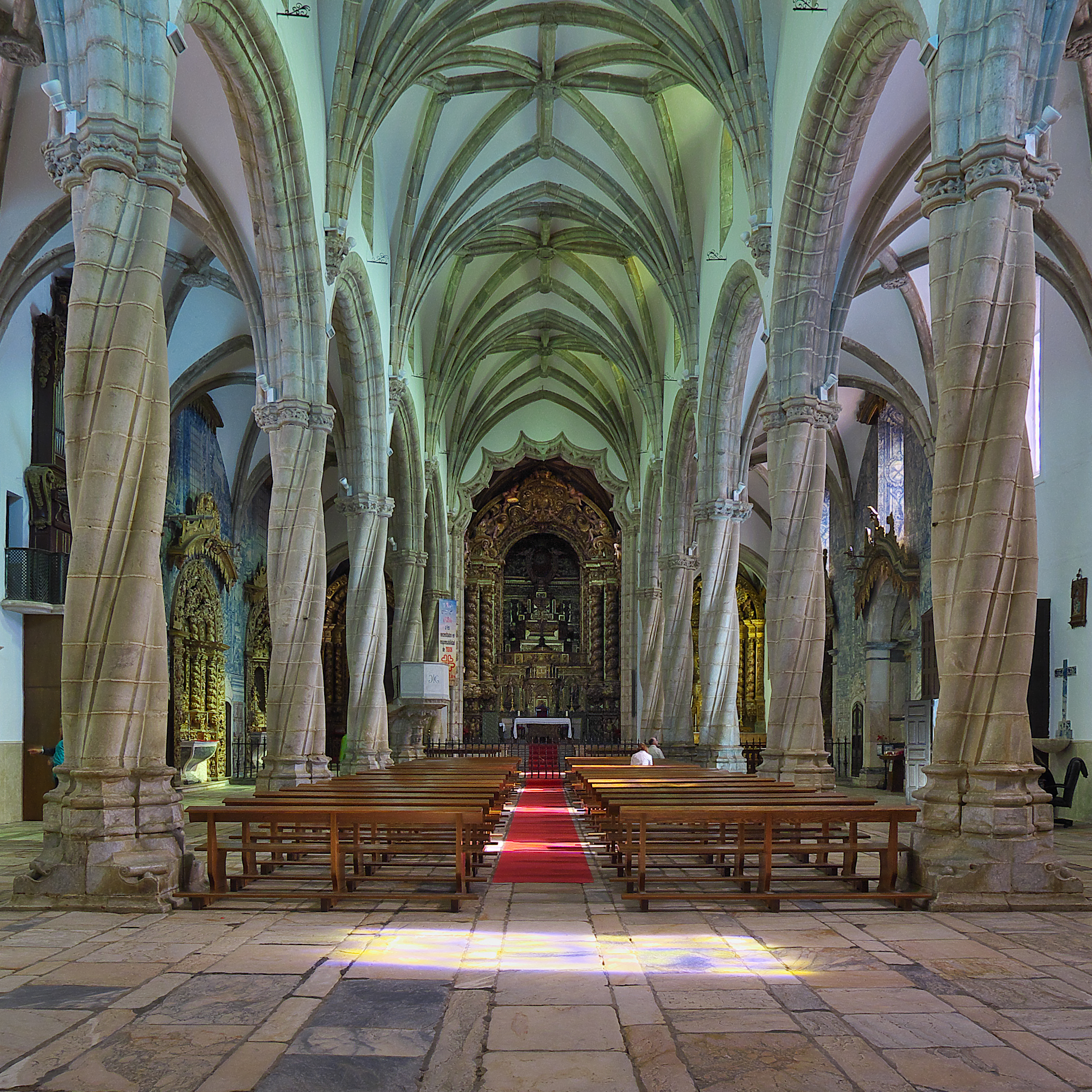
Interior de la Iglesia de Santa María Magdalena, de estilo manuelino.

## Historia
Fue mandada construir por el rey Manuel I de Portugal en el siglo XVI, habiendo dado el nombre a la parroquia y al municipio. Su construcción fue impulsada por Frei Henrique de Coímbra, Obispo de Ceuta, impulsor de la primera misa en Brasil, que se encuentra sepultado en su interior. Fue en parte inspirada en el Convento de Jesús de Setúbal y en la Antigua Catedral de Elvas. Se convirtió en sede del Obispado de Ceuta, después de la inclusión de Olivenza en el territorio de este Obispado.
En el inicio del siglo XVIII, poseía un hospital y un convento franciscano, albergando 25 religiosos. La calidad de sus aguas, captadas en el llamado pozo de San Francisco, fue antiguamente elogiada, llegando los peregrinos a afirmar que era la mejor del Reino de Portugal.

## Descripción
Es un ejemplo del esplendor del estilo manuelino. La puerta principal fue añadida posteriormente, durante el periodo del renacimiento. El interior presenta unas sorprendentes columnas retorcidas, como cuerdas de un barco, así como seis retablos barrocos con azulejos. En la parte exterior, es también posible observar las llamadas falsas almenas, gárgolas y pináculos, entre otros elementos arquitectónicos.

## El Mejor Rincón de España 2012
En 2012, el monumento ganó la competición que elige los mejores y más pintorescos rincones españoles, convirtiéndose en “El Mejor Rincón de España 2012”, promovido por la Guía Repsol.